# Краљ Вилијам (острво)
Острво Краљ Вилијам (енгл. King William Island) је једно од већих острва у канадском арктичком архипелагу. Острво је у саставу канадске територије Нунавут. 
Површина износи око 12 516 до 13 111 km², по којој је острво 61. у свијету и 15. у Канади по величини.
Број становника је 1 064 и сви живе у насељу Гјоа Хејвен (Gjoa Haven), на подручју којег је први боравио Роалд Амундсен 1903.